# Residenzgalerie

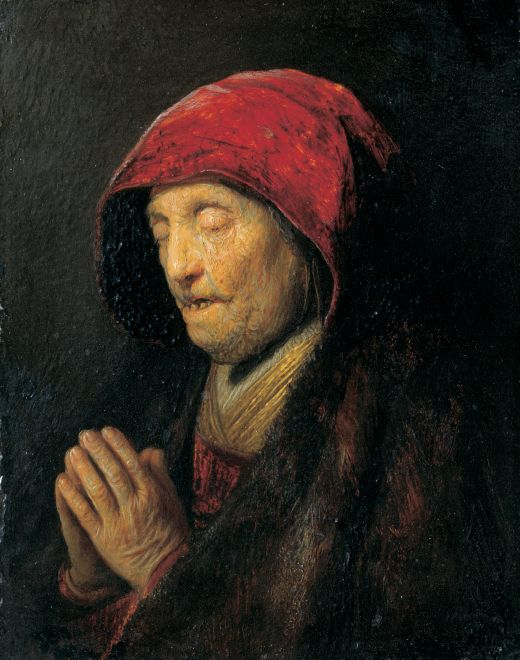
La vella resant (coneguda com la mare de Rembrandt resant) de Rembrandt, 1629/30

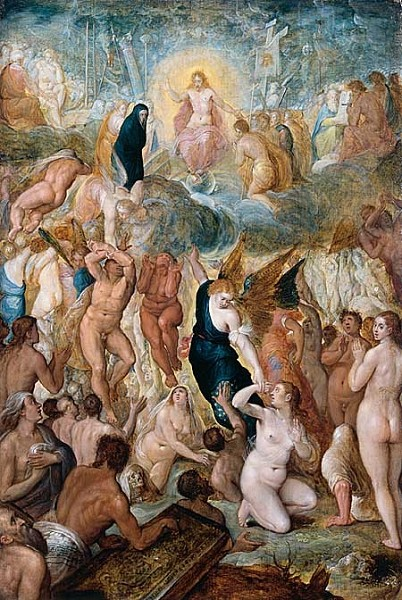
El judici final de Hieronymus Francken II, 1605/1610

La Residenzgalerie és una galeria d'art a l'Alte Residenz, Salzburg, Àustria. La seva col·lecció inclou obres de Rembrandt, Carel Fabritius, Carlo Saraceni i Hieronymus Francken II.

## Història
La Residenzgalerie, de propietat estatal, ofereix una secció transversal de la pintura dels segles XVI al XIX. Té similituds amb l'extensa col·lecció de pintures del príncep-arquebisbe Hieronymus Colloredo, que es va exposar durant la seva època (finals del segle xviii) a les sales que actualment són la Residenzgalerie. Després de 1800, però, aquesta col·lecció va ser saquejada repetidament durant les guerres del Francès. En l'època de la monarquia, moltes de les obres van ser traslladades de Salzburg a Viena.
Un grup d'artistes de Salzburg va proposar una nova col·lecció poc després de la Primera Guerra Mundial, i la Residenzgalerie es va obrir el 1923. A part de restablir una col·lecció permanent per a Salzburg, la nova galeria també estava pensada per ser utilitzada per una acadèmia d'art (mai fundada), fomentar el turisme i oferir un atractiu cultural per anar amb el Festival de Salzburg.
L'atracció principal de la Residenzgalerie és la col·lecció Czernin, que es va exposar per primera vegada a la galeria l'any 1954, inicialment en préstec i després comprat entre 1980 i 1991. Les seves pintures d'artistes del segle XVII són principalment holandesos, però també italians, espanyols i francesos. Reunida entre 1800 i 1845, el propietari original de la col·lecció va ser el comte Johann Rudolf Czernin von und zu Chudenitz, que va estudiar dret a Salzburg i estava relacionat amb l'arquebisbe Hieronymus Colloredo. També són importants una sèrie d'obres de la col·lecció de Friedrich Karl, comte Schönborn-Buchheim (1674–1746), que inclou sobretot artistes holandesos i italians del segle xvii, que la galeria va adquirir en préstec permanent el 1956.

## Xarxa
La Residenzgalerie és membre de "Private Art Collections", un grup de col·leccions a Europa que intercanvien obres d'art i col·laboren en exposicions conjuntes i altres esdeveniments. Altres membres inclouen el Museu Liechtenstein de Viena, l'Acadèmia de Belles Arts de Viena i el Museu Poldi Pezzoli de Milà.